# Hans Kieseier
Hans Kieseier (* 23. August 1962 in Solingen; † 7. Mai 2023 in Troisdorf) war ein deutscher Schauspieler und Regisseur.

## Werdegang
Nach seiner künstlerischen Ausbildung in den Bereichen Tanz und Bewegung lernte Kieseier Improvisation und Schauspiel bei Bill Mockridge, Keith Johnstone und Alan Mariott sowie Regie und kreatives Schreiben bei Mark Travis. Zwischen 1991 und 1993 spielte er am Bonner Improvisationstheater Die Springmaus. Später spielte er unter anderem am Theater Tiefrot, am Comedia Theater und am Theater am Sachsenring in Köln. Seit 1994 war er Darsteller bei der Kölner Stunksitzung, ab 1998 betreute er die Stunksitzung als Regisseur bzw. Co-Regisseur. Ab 2003 war er Regisseur der „PinkPunkPantheon“-Sitzung im Pantheon-Theater Bonn. Er inszenierte ferner am Berliner Theater am Kurfürstendamm sowie am Haus der Springmaus in Bonn. Kieseier führte ferner Regie bei Bühnenprogrammen von Sissi Perlinger, Ingolf Lück, Cordula Stratmann und anderen. Das Konzept der WDR-Comedytalkshow „Annemie Hülchrath – Der Talk“ mit Cordula Stratmann stammt von ihm. 
Als Fernsehschauspieler war Kieseier unter anderem in den Serien SOKO Köln, 18 – Allein unter Mädchen, Alles was zählt, Wilsberg: Ausgegraben, Bloch, Die Camper, Die Anrheiner sowie in der Unterhaltungsshow Wie bitte?! zu sehen. 2006 gründete er die „BLACKBOX Company“ in Köln. Von 2006 bis 2009 war er Jurymitglied beim Kabarett-Wettbewerb Prix Pantheon. Ferner unterrichtete er als Dozent für Schauspiel und Szenenarbeit am Deutschen Zentrum für Schauspiel und Film in Köln. Kieseier war Autor des Theaterstücks „PHASE 1“. 
Hans Kieseier starb am 7. Mai 2023 im Alter von 60 Jahren nach schwerer Krankheit und wurde am 2. Juni 2023 in einer Urne auf dem Kölner Südfriedhof beigesetzt.

## Filmografie (Auswahl)
- 1992: Wie bitte?! (Fernsehshow)
- 1997: Fidel Thomas (Fernsehserie 1 Episode)
- 1999: Moll (Kurzfilm)
- 2002: SK Kölsch (Fernsehserie 1 Episode)
- 2003: Die Camper (Fernsehserie 1 Episode)
- 2004–2007: Surrounded (Fernsehserie 19 Episoden)
- 2005–2009: Cologne P.D. (Fernsehserie 2 Episoden)
- 2005: Wilsberg (Fernsehreihe 1 Episode)
- 2006: Alles was zählt (Fernsehserie 1 Episode)
- 2010: Alarm für Cobra 11 – Die Autobahnpolizei (Fernsehserie 1 Episode)
- 2013: Russland mein Schicksal (Fernsehminiserie 1 Episode)
- 2014: Danni Lowinski (Fernsehserie 1 Episode)
- 2018: Unter uns (Fernsehserie 12 Episoden)